# Fiat Titano
Der Fiat Titano ist ein Pick-up von Fiat.

## Geschichte
Vorgestellt wurde das Fahrzeug im Dezember 2023. In Algerien begann zur gleichen Zeit der Verkauf. Etwas später sollen weitere Märkte in Afrika und Lateinamerika folgen, eine Vermarktung in Europa scheint hingegen unwahrscheinlich zu sein. Technisch basiert der Titano auf dem seit 2020 gebauten Peugeot Landtrek, der wiederum die Plattform des chinesischen Kaicene F70 von Changan nutzt. Der Stellantis-Konzern macht das Badge-Engineering kostengünstig möglich. Bereits zwischen 2016 und 2020 bot Fiat mit dem Fullback ein Fahrzeug in einem ähnlichen Segment, jedoch auf einer Mitsubishi-Basis, an.
Der Name des Pick-ups entstammt vom Titan aus der griechischen Mythologie.

## Technische Daten
In Algerien wird der Titano von einem 1,9-Liter-Dieselmotor mit 110 kW (150 PS) angetrieben. Er hat immer ein 6-Gang-Schaltgetriebe. Serienmäßig hat das Fahrzeug Hinterradantrieb, gegen Aufpreis ist Allradantrieb erhältlich. Auf dem brasilianischen Markt war zunächst ein 2,2-Liter-Dieselmotor mit 132 kW (180 PS) verfügbar. Hier ist Allradantrieb serienmäßig. Im Mai 2025 wurde diese Version durch eine stärkere Motorisierung ersetzt.
| Kenngrößen                                  | 1.9 Diesel 4×2               | 1.9 Diesel 4×4               | 2.2 Diesel 4×4                            | 2.2 Diesel 4×4                            |
| Bauzeitraum                                 | seit 12/2023                 | seit 12/2023                 | 03/2024–05/2025                           | seit 05/2025                              |
| Markt                                       | Algerien                     | Algerien                     | Brasilien                                 | Brasilien                                 |
| Motorkenndaten                              |                              |                              |                                           |                                           |
| Motortyp                                    | R4-Dieselmotor               | R4-Dieselmotor               | R4-Dieselmotor                            | R4-Dieselmotor                            |
| Hubraum                                     | 1910 cm³                     | 1910 cm³                     | 2179 cm³                                  | 2184 cm³                                  |
| max. Leistung                               | 110 kW (150 PS) bei 4000/min | 110 kW (150 PS) bei 4000/min | 132 kW (180 PS) bei 3750/min              | 147 kW (200 PS) bei 3750/min              |
| max. Drehmoment                             | 350 Nm bei 1800–2800/min     | 350 Nm bei 1800–2800/min     | 370 Nm bei 2000/min (400 Nm bei 2000/min) | 401 Nm bei 1500/min (450 Nm bei 1500/min) |
| Kraftübertragung                            |                              |                              |                                           |                                           |
| Antrieb                                     | Hinterradantrieb             | Allradantrieb                | Allradantrieb                             | Allradantrieb                             |
| Getriebe, serienmäßig                       | 6-Gang-Schaltgetriebe        | 6-Gang-Schaltgetriebe        | 6-Gang-Schaltgetriebe                     | 6-Gang-Schaltgetriebe                     |
| Getriebe, optional                          | —                            | —                            | (6-Gang-Automatikgetriebe)                | (8-Gang-Automatikgetriebe)                |
| Messwerte                                   |                              |                              |                                           |                                           |
| Höchstgeschwindigkeit                       | 171 km/h                     | 171 km/h                     | 175 km/h (175 km/h)                       | 180 km/h (180 km/h)                       |
| Beschleunigung 0–100 km/h                   | 14,9 s                       | 15,9 s                       | 14,7 s (12,4 s)                           | 12,1 s (9,9 s)                            |
| Kraftstoffverbrauch auf 100 km (kombiniert) | 7,1 l Diesel                 | 7,5 l Diesel                 | 10,4 l Diesel (10,8–10,9 l Diesel)        | 9,5 l Diesel (10,1 l Diesel)              |
| CO2-Emission (kombiniert)                   | 186 g/km                     | 197 g/km                     | k. A.                                     | k. A.                                     |
| Tankinhalt                                  | 80 l                         | 80 l                         | 80 l                                      | 80 l                                      |
| Abgasnorm nach EU-Klassifikation            | Euro 3                       | Euro 3                       | k. A.                                     | k. A.                                     |